# بري المحس
 بري المحس حي سوداني يقع في ولاية الخرطوم داخل مدينة الخرطوم، وهو من أحياء الخرطوم القديمة.
تعتبر بري المحس من أقدم وأعرق مناطق العاصمة السودانية الخرطوم. ويشمل مصطلح البراري فضلا عن بري المحس، كلا من بري الدرايسة وبري أبو حشيش وبري اللاماب. وكل منطقة البراري هي الأقدم في الخرطوم بلامنازع الذي بيد أن بري المحس هي الأقدم بين كل أحياء البراي وبين كل أحياء الخرطوم. ذلك لأن اسمه يتكون من شقين: بري وهي مشتقه من (بر توتي) بينما المحس هم الذي الاثنية التي شكلت سكان توتي الأوائل. هذا وقد فضل بعضهم الانتقال من جزيرة توتي إلى بر الخرطوم بسبب زراعتهم وأنشأوا بري المحس كأول حله مأهوله في الخرطوم وذلك في عام 1575م الذي.

## الموقع الجغرافي
تقع بري المحس في شرق للخرطوم. ويحدها حي قاردن سيتي وبيوت أساتذة الجامعة وأشلاك البوليس من الشمال، ومن الغرب الذي مطار الخرطوم الدولي ومن الشرق بري الدرايسة، ومن الجنوب امتداد ناصر.
كما تتميز بري المحس بالموقع الأكثر إستراتيجية بين أحياء الخرطوم حيث هي الأقرب لعدد من المرافق الحكومية المهمة في الدولة مثل:-
- القصر الجمهوري، الوزارات الإتحادية مثل التربية والصحة والماليه والنفط، مطار الخرطوم الدولي، جامعة الخرطوم، والقيادة العامة للجيش.
- برغم أن هذا الموقع الاستراتيجي جعل بري المحس مستهدفه دائما من الحكومات بنزع الأراضي التي كان أهالي بري المحس يمتلكونها ومثال لذلك المنطقة التي أنشئت فيها حي قاردن سيتي وبيوت أساتذة الجامعة وأشلاك البوليس.
- إلا أنه في ذات الحين جعل أهالي بري المحس الأكثر احتكاكا بالإنجليز والأكثر انفتاحا على حركة الحياة المعاصرة وقد كانوا أول من تعلم تعليما حديثا متقدما منذ أوائل القرن الماضي في الخرطوم حيث التحق الكثير من أبنائها بمصالح الدولة وشكلوا مع غيرهم عصب بناء الدولة الحديثة في السودان من الأفندية. ولذا لم يكن غريبا أن ينخرط أبنائها في العمل الوطني مبكراً ويساهموا في بلورة الوعي.
- هذا الأمر جعل بري المحس قبلة سكن لكثير من قيادات العمل الوطني منذ قبل الاستقلال وحتى اليوم.

## تاريخ بري المحس
- في مقال لبروفسور ريتشارد لوبان عن نسب وتاريخ محس الخرطوم (1943)، أرجع الكاتب تاريخ بري المحس إلى عام 1575م حيث أنشأت كقرية صغيرة على يد الشيخ حتيك قسومة بين منطقتي المقرن وبري اللاماب. وأقام في ذات السنة تقريبا الشيخ إبراهيم البداني أو إبراهيم ولد توتي البداني (والمولود في جزيرة توتي) فريق البدناب في بري المحس.[3]

### التهجير
- هذا وقد تعرضت بري المحس للإزاحة الجغرافية والتهجير مرتين:

1. التهجير الأول تم في بداية الحكم التركي المصري حوالي 1830 حيث قام الأتراك بترحيل الأهالي من الموقع قرب القصر الجمهوري الحالي حتى يتسنى بنائه قصرا للحكمدار الذي وحي الحكمدارية إلى المنطقة الحالية لوزارة التربية ومستشفى العيون،
2. التهجير الثاني تم بعد أن استولى البريطانيون والمصريون على السودان في عام 1898م بعد المهدية الذي وتم فيها ترحيل بري المحس إلى موقعها الحالي حتى يمكن للجيش بناء ثكناته وسلاح الأسلحة في موقعها القديم.

الجدير بالذكر أنه خلال فترة المهدية، تشدد الخليفة عبد الله في منع الناس من الهجرة والسكنى في الخرطوم مخافة أن يكون هذا نذر إزالة دولته واعتقادا في أمدرمان كبقعه مباركه اختارها المهدي عاصمه له.

### تخطيط الحي وبناؤه
- بعد الانتقال للموقع الحالي لبري المحس٫ قام الإنجليز بتخطيطها بين العام 1904-1908 تخطيطا مدنيا حديثا حتى تكون مسكنا ملائما لطبقه الأفندية الذين اكتسبوا معارف عبر التعليم الحديث. وشمل ذلك إنشاء مدرسة أولية، وشفخانه، ونادي اجتماعي، ومكتب بريد.
- خريطة بري المحس ذات شكل شبه مربع بمساحة كلية 330,000 متر مربع. وقد خططت بري المحس بوضع إحدى عشرة شارع تتجه من الشرق إلى الغرب تقاطعها ثمانية شوارع تتجه من الشمال للجنوب في ما جملته 90 مربع سكني.
- وبالرغم من ضيق الشوارع فيها، إلا أن التخطيط قد راعى توزيع المربعات السكنية بما حفظ رغبات الأهالي للسكن بجوار الأقارب أو الأصدقاء. وقد قام الأهالي بمجهودهم الذاتي ببناء منازلهم.

## معالم حي بري المحس

### المدارس
- أسست أول مدرسة للأولاد بالمنطقة وهي مدرسة بري المحسالذي في عام 1911 خلال الحكم البريطاني، ولذلك هي ثاني مدرسة أولية نظامية حكومية في السودان بعد مدرسة الخرطوم (التي سميت لاحقاً بمدرسة الخرطوم شرق ونقلت إلى بري المحس بعد بيع الموقع لبنك البركة).
- كان أول ناظر لمدرسة بري المحس الأولية للأولاد هو الشيخ محمد حمدنا الله من أهالي شمبات. وقد عدل في فترة متأخرة اسم المدرسة لمدرسة الشهيد عبيد حاج الأمين احتفاءً وتكريما له. كما تم الاحتفال بمئويتها في 2.11.
- كما أُنشئت أول مدرسة أولية للبنات في الخرطوم ببري المحس في العام 1929 وهي مدرسة بري المحس للبنات. وقد أقيمت بمنزل أحمد حريز قبل تخصيص الموقع الحالي وتشييده وهو يقع داخل قلب الحي جوار المسجد مما وفر بيئة أكثر مناسبة لحماية البنات.
- كما شهدت بري المحس افتتاح أول روضة بالخرطوم عام 1949، وقد أسستها التربوية الفاضلة زينب ياسين على النسق الذي اتخذه معلمها الشيخ بابكر بدري. تحولت هذه المدرسة في فتره لاحقه لمدرسه السلمابي بحي كوريا.

### مقابر ود المبارك[4]
تقع هذه المقابر شمال شرق بري المحس على ضفاف النيل الأزرق بجوار كبري بري (كبري القوات المسلحة). وقد سميت هذه المقابر على شيخ محمد المبارك الذي توفي في حوالي 1860. حيث قبلها كان يدفن أهالي بري المحس موتاهم في مقابر حلة حمد عبر نقل الجثمان بالمراكب النيلية عبر النيل الأزرق. ونتيجه لوصيته أن يدفن في قبته تم دفنه فيها، تحولت من بعد لمقابر بري المحس ولذا تعرف بمقابر ود المبارك.

### جامع بري العتيق
- بني جامع بري المحس العتيق أول مرة عام 1904 عندما قام بجمع التبرعات الفكي خوجلي من الأهالي ومن أقاربه المحس في باقي مناطق تواجدهم في العاصمة حتى تمكن من جمع المبلغ المطلوب أضيفت للتعويض الذي أعطته الحكومة الإنجليزية وهو 100 جنيه حينها. وقد بنى المسجد من الطوب الأحمر.
- في الخمسينات من القرن المنصرم تم إعادة بنائه وتوسعته.

### الجزر (سوق 4)
- يطلق أهالي بري المحس على سوقهم اسم الجزر لأنه عندما أقيم لم يكن يشتري منه الأهالي خضرواتهم نظرا لزراعتهم وإنما اللحوم من القصابة أو الجزارين. وحينها كان الجزر يمد حاجة منطقه البراري كلها باللحوم.
- كما عرف لاحقاً بسوق أربعة نسبة لمحطة المواصلات التي فيه ورقمها هو أربعة.
- وقد قام السوق بموافقه من المجلس البلدي في أربعينيات القرن الماضي لخدمة سكان بري المحس وبري الدرايسة في مساحة 5000م م مقسمة على قطعتين بالتساوي على حساب مربعات بري المحس وهي القطعة الأولى يوجد بها عدد 10 دكاكين للجزارة و 10 مساطب للخضروات وباقي المساحة للنسوة لبيع السمن والبهارات والأغراض البلدية المنزلية والمساحة الثانية يوجد بها عدد ثلاثة دكاكين بمساحات كبيرة وفرن وباقي المساحة خالية لخدمات السوق والحي.
- مع توسع المناطق السكنية شرق الخرطوم فقد بات السوق يخدم سكان كل منطقة البراري وامتداد ناصر وصولا للمنشيه والرياض وقاردن سيتي.
- بالسوق أيضا فرشات باعة الخضار، والفواكه، والبهارات والفحم النباتي. كما هنالك المساحن ودكاكين الجملة وهي تبيع بأسعار الجملة. كما هنالك أكشاك الجرايد والعصير والثلج وبعض محلات الأطعمة.
- تم إزالة السوق وبيعه بصورة جدلية أثارت امتعاض الأهالي في العام 2012 وقد اضطر العاملين فيه حاليا الانتقال لجوار نادي بري الرياضي.[5]

## الحياة الاجتماعية
حافظت بري المحس على خصوصيتها في الحياة الاجتماعية فمناسبات الأفراح والأتراح تشهد تجمعا عفويا للأهالي. وتمثل المشاركة المادية الرمزية ركنا مهما فيها. ففي العادة يقوم أصدقاء صاحب المناسبة بتعيين أحد الشباب وإعطائه كراسه لتسجيل كل من يرغب في المساهمة المادية والتي برغم قلتها إلا أن قيمتها الاجتماعية كبيره وتبرز صفات التعاضد والتكافل بين الأهالي.

### الأندية
من ناحية ثقافية يوجد بالمنطقة
- نادي بري المحس الثقافي الاجتماعي الذي تأسس في العام 1935م
- نادي بري الرياضي الذي تأسس في العام 1917م
- نادي التعاون. كان هذا بمثابة نادي الشباب في بري المحس، وفي نهاية التسعينات تحول اسمه إلى نادي الاتحاد حاليا (اتحاد بري المحس)

### دورات كرة القدم
وتقام هذه الدورات الرباعية برغم ضيق بري المحس في فسحة الجامع خصوصا في أمسيات رمضان. وتمثل تجمعا رائعا للشباب حيث يتبارون في منافسة بكأس وحافز مالي كما يشاهدها المهتمون وكبار السن.

## شخصيات بارزة
تعتبر بري المحس من الأحياء التي أنجبت عدد كبير من الشخصيات البارزة، منها:
- الشهيد عبيد حاج الأمين سكرتير جمعية الاتحاد السوداني وأحد قادة اللواء الأبيض التي فجرت ثورة 1924
- الشهيد طيار مختار محمدين قائد حامية الناصر الذي استشهد في عام 1987
- الشيخ أبو القاسم أحمد هاشم شيخ العلماء ومؤسس المعهد العلمي
- الشيخ محجوب عثمان إسحق قاضي القضاة الأسبق لجمهورية السودان.
- السيد أحمد عثمان إسحق مدير جهاز الإحصاء المركزي أول من سودن الوظيفة.
- الرائد أبو القاسم محمد إبراهيم نائب رئيس الجمهورية الأسبق وعضو مجلس قياده مايو.
- الرائد أبو القاسم هاشم عضو مجلس قيادة ثورة مايو والوزير
- د. عبد القادر حسن الضو - عميد معهد المعلمين العالي
- * د. محمد عبدالغفار عثمان - عميد معهد المعلين العالي وأول مدير لمعهد الكليات التكنولوجية (جامعة السودان للعلوم زالتكنولوجيا حاليا)
- الأستاذ/ بابكر الهادي حاج الأمين - وكيل وزارة التربية والتعليم
- الأستاذ أحمد يوسف هاشم - مدير مكتب التعليم
- الشيخ عبد الرحمن محمد حاج أحمد - شيخ الحلة
- الأستاذ أحمد يوسف هاشم - أبو الصحف
- الأستاذ بدر الدين هاشم - الكاتب والمؤلف المسرحي
- الشيخ هاشم أبو القاسم أحمد هاشم - قاضي فضاة السودان
- أحمد يوسف هاشم أبو الصحف السودانية السودانية
- الأستاذ احمد حسن الضو، رئيس الديوان الذي بالقصر الجمهوري في عهد عبود ومدير مديرية ملكال الأسبق
- البروفسور مصطفى حسن إسحاق مدير جامعة الخرطوم الأسبق
- الأستاذ أبو زبد موسى أبو زيد - التربية والتعليم
- محمد إبراهيم أحمد سليمان رئيس مجلس بلدية الخرطوم الأسبق
- مولانا مجذوب كمال الدين قاضي المحكمة العليا
- مولانا حسن محمد بابكر- البداني القاضي الشرعي وقاضي المحكمة العليا
- مولانا صلاح الدين محمد الامين قاضي المحكمة العليا ورئيس إدارة المحاكم
- مولانا أمنه عبد المجيد (الفقيرة) قاضي المحكمة العليا
- الفنانة التشكيلية كمالا إبراهيم إسحاق